# Saint-Germainmont
Saint-Germainmont é uma comuna francesa na região administrativa de Grande Leste, no departamento das Ardenas. Estende-se por uma área de 15,69 km². Em 2010 a comuna tinha 844 habitantes (densidade: 53,8 hab./km²).